# George Radanovich

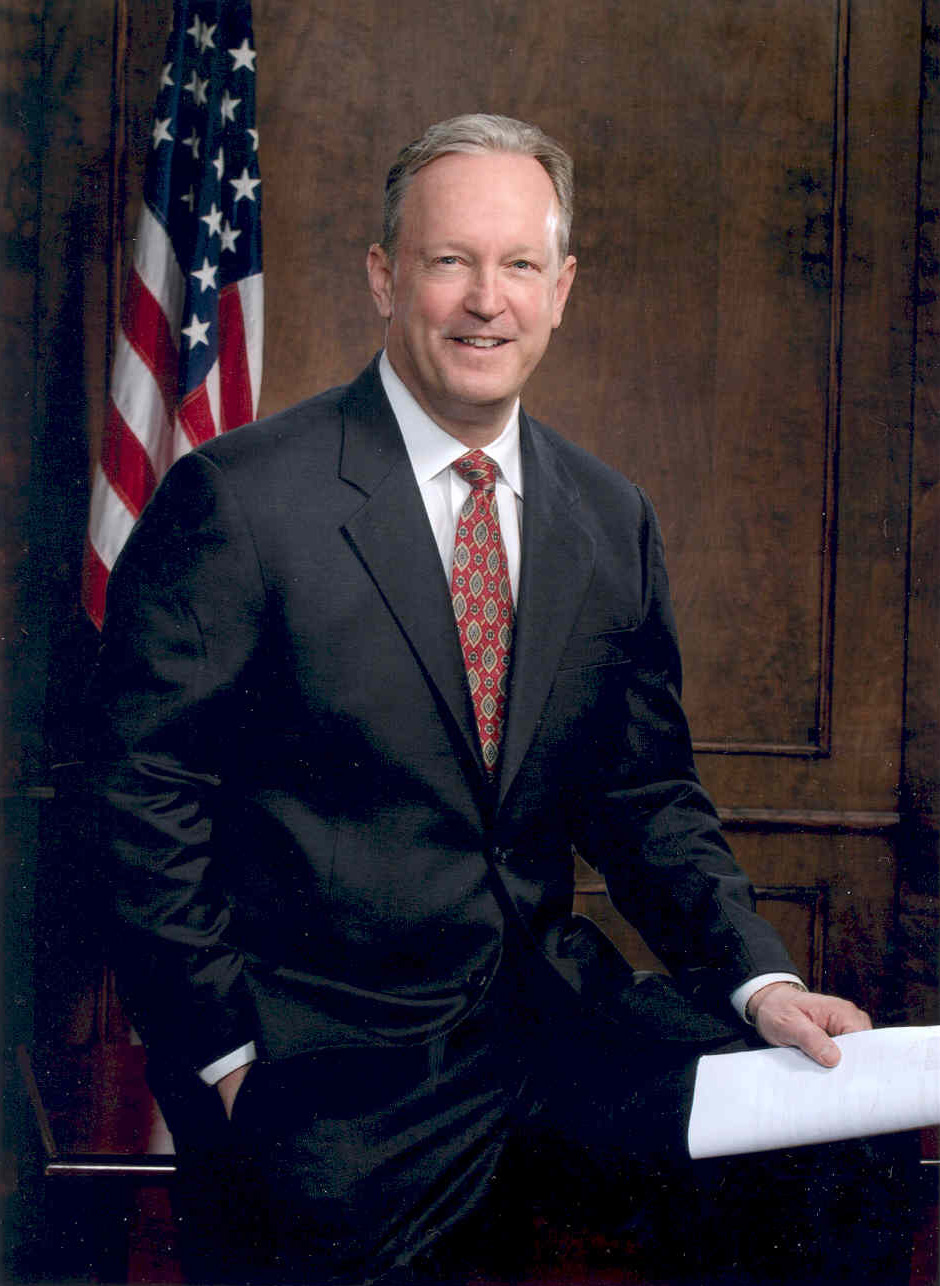
George Radanovich

George P. Radanovich, född 20 juni 1955 i Mariposa, Kalifornien, är en amerikansk republikansk politiker. Han representerade delstaten Kaliforniens nittonde distrikt i USA:s representanthus 1995–2011.
Radanovich utexaminerades 1978 från California State Polytechnic University. Han var sedan verksam inom bankbranschen.
Radanovich kandiderade i kongressvalet 1992 utan framgång. Han förlorade redan i republikanernas primärval mot Tal Cloud. Han blev invald i representanthuset i kongressvalet 1994.  Han omvaldes sju gånger.
Radanovich är katolik av kroatisk härkomst. Han är gift med Ethie Radanovich och paret har en son, King.